# Grand Prix Formule 1 van de Verenigde Staten 1989

Phoenix Circuit, lengte 3,800 km

De Grand Prix Formule 1 van de Verenigde Staten 1989 werd gehouden op 4 juni 1989 in Phoenix, Arizona.

## Verslag

### Kwalificatie
Tijdens de kwalificatie op vrijdag ging Ayrton Senna hoe langer, hoe sneller. Hij eindigde de sessie met anderhalve seconde voorsprong op zijn teammaat Alain Prost en de rest van het veld. Hij herhaalde dit in de tweede sessie op zaterdag en pakte hiervoor zijn vierendertigste pole-position. Hij nam het record over van Jim Clark.

### Race
Ondanks een moeilijke start leidde Senna in de eerste bocht voor Prost, Alessandro Nannini, Nigel Mansell, Alex Caffi en Stefano Modena. Het verschil tussen de McLarens was tot de 29ste ronden enkele seconden maar Prost wist toen het gat te dichten door problemen bij de Braziliaan. In de vierendertigste ronde ging hij in pits en werd er gepoogd zijn wagen te herstellen maar zonder succes. Senna gaf in de vierenveertigste ronde op met een kapotte motor, de eerste keer dat zoiets gebeurde met een Honda-motor. Prost lag nog steeds aan de leiding toen de limiet van twee uur voor een race werd bereikt. Hij won voor Riccardo Patrese en thuisrijder Eddie Cheever.

## Uitslag
| Positie | Nr | Rijder                | Team                  | Ronden | Tijd/Opgave         | Startplaats | Punten |
| ------- | -- | --------------------- | --------------------- | ------ | ------------------- | ----------- | ------ |
| 1       | 2  | Alain Prost           | McLaren-Honda         | 75     | 2:01:33.133         | 2           | 9      |
| 2       | 6  | Riccardo Patrese      | Williams-Renault      | 75     | + 39.696            | 14          | 6      |
| 3       | 10 | Eddie Cheever         | Arrows-Ford           | 75     | + 43.210            | 17          | 4      |
| 4       | 38 | Christian Danner      | Rial-Ford             | 74     | + 1 Ronde           | 26          | 3      |
| 5       | 20 | Johnny Herbert        | Benetton-Ford         | 74     | + 1 Ronde           | 25          | 2      |
| 6       | 5  | Thierry Boutsen       | Williams-Renault      | 74     | + 1 Ronde           | 16          | 1      |
| 7       | 40 | Gabriele Tarquini     | AGS-Ford              | 73     | Motor               | 24          |        |
| 8       | 22 | Andrea de Cesaris     | Dallara-Ford          | 70     | + 5 Rondes          | 13          |        |
| 9       | 3  | Jonathan Palmer       | Tyrrell-Ford          | 69     | Benzinesysteem      | 21          |        |
| NF      | 28 | Gerhard Berger        | Ferrari               | 61     | Alternator          | 8           |        |
| NF      | 21 | Alex Caffi            | Dallara-Ford          | 52     | Botsing             | 6           |        |
| NF      | 11 | Nelson Piquet         | Lotus-Judd            | 52     | Spin                | 22          |        |
| NF      | 36 | Stefan Johansson      | Onyx-Ford             | 50     | Ophanging           | 19          |        |
| NF      | 24 | Luis Perez-Sala       | Minardi-Ford          | 46     | Motor               | 20          |        |
| NF      | 1  | Ayrton Senna          | McLaren-Honda         | 44     | Elektrisch probleem | 1           |        |
| NF      | 7  | Martin Brundle        | Brabham-Judd          | 43     | Remmen              | 5           |        |
| NF      | 8  | Stefano Modena        | Brabham-Judd          | 37     | Remmen              | 7           |        |
| NF      | 27 | Nigel Mansell         | Ferrari               | 31     | Alternator          | 4           |        |
| NF      | 23 | Pierluigi Martini     | Minardi-Ford          | 26     | Motor               | 15          |        |
| NF      | 12 | Satoru Nakajima       | Lotus-Judd            | 24     | Gaspedaal           | 23          |        |
| NF      | 16 | Ivan Capelli          | March-Judd            | 22     | Transmissie         | 11          |        |
| NF      | 15 | Maurício Gugelmin     | March-Judd            | 20     | Remmen              | 18          |        |
| NF      | 4  | Michele Alboreto      | Tyrrell-Ford          | 17     | Versnellingsbak     | 9           |        |
| NF      | 19 | Alessandro Nannini    | Benetton-Ford         | 10     | Fysiek              | 3           |        |
| NF      | 9  | Derek Warwick         | Arrows-Ford           | 7      | Botsing             | 10          |        |
| NF      | 30 | Philippe Alliot       | Larrousse-Lamborghini | 3      | Spin                | 12          |        |
| NQ      | 26 | Olivier Grouillard    | Ligier-Ford           |        |                     |             |        |
| NQ      | 31 | Roberto Moreno        | Coloni-Ford           |        |                     |             |        |
| NQ      | 25 | René Arnoux           | Ligier-Ford           |        |                     |             |        |
| NQ      | 29 | Yannick Dalmas        | Larrousse-Lamborghini |        |                     |             |        |
| PQ      | 18 | Piercarlo Ghinzani    | Osella-Ford           |        |                     |             |        |
| PQ      | 32 | Pierre-Henri Raphanel | Coloni-Ford           |        |                     |             |        |
| PQ      | 33 | Gregor Foitek         | EuroBrun-Judd         |        |                     |             |        |
| PQ      | 17 | Nicola Larini         | Osella-Ford           |        |                     |             |        |
| PQ      | 41 | Joachim Winkelhock    | AGS-Ford              |        |                     |             |        |
| PQ      | 39 | Volker Weidler        | Rial-Ford             |        |                     |             |        |
| PQ      | 35 | Aguri Suzuki          | Zakspeed-Yamaha       |        |                     |             |        |
| PQ      | 34 | Bernd Schneider       | Zakspeed-Yamaha       |        |                     |             |        |
| PQ      | 37 | Bertrand Gachot       | Onyx-Ford             |        |                     |             |        |

## Statistieken
| Pole-position | Ayrton Senna | McLaren-Honda | 1:30.710 |
| Snelste ronde | Ayrton Senna | McLaren-Honda | 1:33.969 |

## Noot
- Dit was de achtste opeenvolgende pole position voor Ayrton Senna, en hiermee vestigde hij een nieuw record dat [per 2025] nog niet is verbroken. Ook was dit de 34ste pole position voor Senna, en hiermee vestigde hij ook een nieuw record. Hij verbrak het oude record van Jim Clark, gevestigd tijdens de Grote Prijs van Zuid-Afrika van 1968.

Grand Prix Formule 1 van de Verenigde Staten: 1908 · 1910 · 1911 · 1912 · 1914 · 1915 · 1916 · 1959 · 1960 · 1961 · 1962 · 1963 · 1964 · 1965 · 1966 · 1967 · 1968 · 1969 · 1970 · 1971 · 1972 · 1973 · 1974 · 1975 · 1976 · 1977 · 1978 · 1979 · 1980 · 1989 · 1990 · 1991 · 2000 · 2001 · 2002 · 2003 · 2004 · 2005 · 2006 · 2007 · 2012 · 2013 · 2014 · 2015 · 2016 · 2017 · 2018 · 2019 · 2021 · 2022 · 2023 · 2024 · 2025 · 2026

Indianapolis 500: 1950 · 1951 · 1952 · 1953 · 1954 · 1955 · 1956 · 1957 · 1958 · 1959 · 1960

Grand Prix Formule 1 van de Verenigde Staten West: 1976 · 1977 · 1978 · 1979 · 1980 · 1981 · 1982 · 1983

Grand Prix Formule 1 van Las Vegas: 1981 · 1982 · 2023 · 2024 · 2025

Grand Prix Formule 1 van de Verenigde Staten Oost: 1982 · 1983 · 1984 · 1985 · 1986 · 1987 · 1988

Grand Prix Formule 1 van Dallas: 1984

Grand Prix Formule 1 van Miami: 2022 · 2023 · 2024 · 2025 · 2026 · 2027 · 2028 · 2029 · 2030 · 2031 · 2032 · 2033 · 2034 · 2035 · 2036 · 2037 · 2038 · 2039 · 2040 · 2041